# Gavino Cano
Gavino Cano (Sassari, 24 maggio 1862 – Sassari, 3 marzo 1895) è stato uno zoologo e naturalista italiano. Esperto di carcinologia, dedicò la sua breve esistenza allo studio dei Crostacei decapodi. Fu assistente alla cattedra di zoologia della R. Università di Sassari e di Roma, reggente di Storia naturale al R. Istituto tecnico di Modica e autore di numerosi contributi di anatomo-morfologia, sistematica ed embriologia, in particolare dei Thalassinidea e dei Brachyura.

## Biografia
Gavino Cano, figlio di Ignazio e di Maria Solinas, compiuto il percorso scolastico e conseguita la licenza liceale, era destinato a proseguire gli studi presso il Collegio Carlo Alberto di Torino, dove aveva ottenuto l'ammissione per concorso. Ma la morte prematura del padre qualche anno prima, e una sua grave malattia, lo convinsero a non lasciare la famiglia, la madre e otto sorelle, e a rimanere a Sassari.

### La laurea in Medicina e chirurgia a Sassari e i primi studi di zoologia

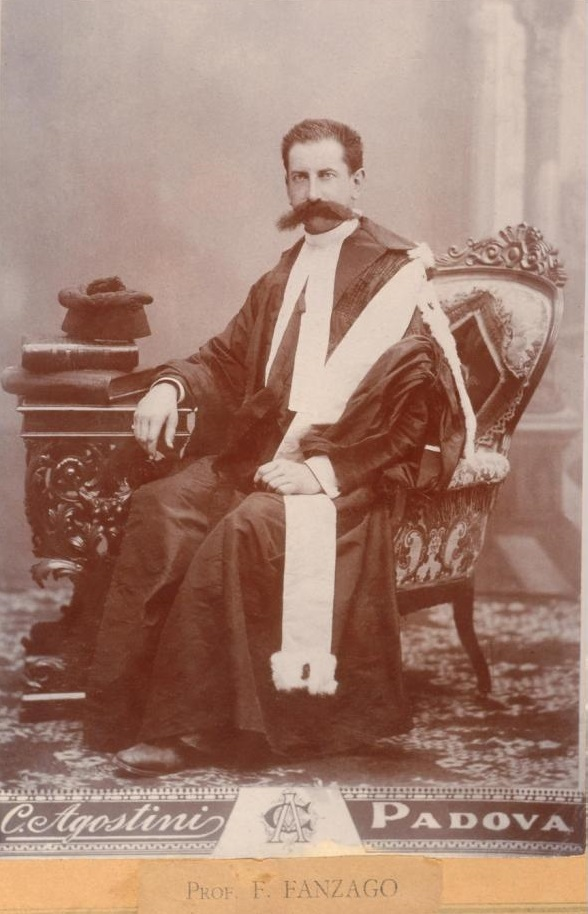
Lo zoologo Filippo Pietro Fanzago (1852-1889) di cui G. Cano fu nominato assistente nel 1886

Rimasto a Sassari, Cano si iscrisse nel 1880 alla Facoltà di Medicina e Chirurgia della R. Università.
Laureatosi nel 1886, fu nominato assistente alla cattedra di zoologia, anatomia e fisiologia comparate che era tenuta allora da Filippo Fanzago, zoologo e fondatore del Museo zoologico dell'Università di Sassari. Cano cominciò così ad appassionarsi alla zoologia e agli studi zoologici e abbandonò progressivamente l'idea di dedicarsi all'esercizio della professione medica.
Nel febbraio del 1887 ottenne l'incarico di assistente provvisorio nel Gabinetto di zoologia nella R. Università di Roma, diretto allora da Antonio Carruccio. Confermato nell'incarico nel settembre dello stesso anno e fino al 31 ottobre 1889, fu però comandato a prestare servizio presso la R. Università di Sassari.
Intanto, nel 1888, era stato ammesso come socio ordinario non residente alla Società dei Naturalisti in Napoli e aveva pubblicato i suoi primi lavori di carcinologia sul Bollettino della Società, assegnando l'indirizzo definitivo alla sua attività scientifica e professionale.

### La Laurea in Scienze naturali a Napoli e latavola di studioalla Stazione zoologica
In quello stesso anno, sempre a Napoli, aveva ottenuto un assegno straordinario di perfezionamento agli studi presso la Stazione zoologica, fondata qualche anno prima dallo zoologo tedesco Anton Dohrn e, contemporaneamente, si era iscritto all'Università come studente di Scienze naturali.
Laureatosi nel 1891, vinse il concorso a cattedre per l'insegnamento di scienze naturali negli Istituti tecnici e, «per necessità e a malincuore» lasciò il tavolo di studio alla Stazione zoologica, interrompendo le ricerche avviate sulla sistematica dei crostacei e le loro larve, e accettò l'incarico di professore reggente di storia naturale all'Istituto Tecnico Archimede di Modica.

### L'insegnamento a Modica e la morte prematura a Sassari
In Sicilia, con l'inizio dell'anno scolastico e del nuovo lavoro, l'attività di ricerca divenne per Cano oltremodo difficoltosa. Sia per il tempo, ridotto dagli impegni legati all'insegnamento, sia per la lontananza dalla Stazione zoologica, dai suoi laboratori e dalla ricchissima biblioteca. Ma, soprattutto, perché privato del beneficio della disponibilità costante di materiale biologico, garantito invece ai naturalisti ospiti della Stazione, dalla quotidiana pesca scientifica, bentonica e planctonica.
Ma nonostante queste difficoltà, rese ancora più gravose dal manifestarsi di problemi di salute, l'attività scientifica di Cano non si interruppe. Fortunatamente i suoi studi, sulle serie di sviluppo dei Decapodi e sulle loro questioni embriologiche e organogeniche, rientravano pienamente nell'ambito di ricerche filogenetiche di Dohrn e della sua scuola che erano volte a capire le relazioni di parentela evolutiva tra gruppi tassonomici a sostegno della teoria di Charles Darwin. E Dohrn, che aveva lavorato a lungo sulle larve di crostacei, mise a disposizione di Cano un abbondante materiale per continuare i suoi studi, sia esemplari provenienti dal golfo di Napoli, sia reperti appartenenti alla raccolta della R. corvetta Vettor Pisani, sia quelli delle collezioni del Museum für Naturkunde di Berlino.
Con questo materiale, con quello da lui raccolto «nei quattro anni nell'auftrieb della Stazione Zoologica», e con quello messogli a disposizione da Salvatore Trinchese e da Salvatore Lo Bianco, Cano poté completare almeno alcuni dei suoi lavori.
Cano rimase a Modica due anni, fino al novembre del 1894 quando chiese e ottenne di esser collocato in aspettativa per motivi di salute.
Tornato a Sassari morì nel marzo dell'anno successivo, a soli trentadue anni.

## Attività scientifica
Tutta l'attività scientifica di Cano fu incentrata sui Crostacei decapodi, a partire dai suoi primi lavori di anatomo-morfologia e di sistematica pura, per proseguire prima con gli studi sulle forme larvali e post-larvali e poi con le ricerche sulla riproduzione, l'embriogenesi, l'organogenesi e le questioni embriologiche di carattere più generale.

### Lavori di anatomo-morfologia e sistematica
I primi lavori, strettamente sistematici, riguardarono la determinazione dei Crostacei, in gran parte esotici, raccolti durante i viaggi di circumnavigazione della corvetta Caracciolo, dell'avviso Rapido e della pirocorvetta Vettor Pisani, della R. Marina Militare italiana.

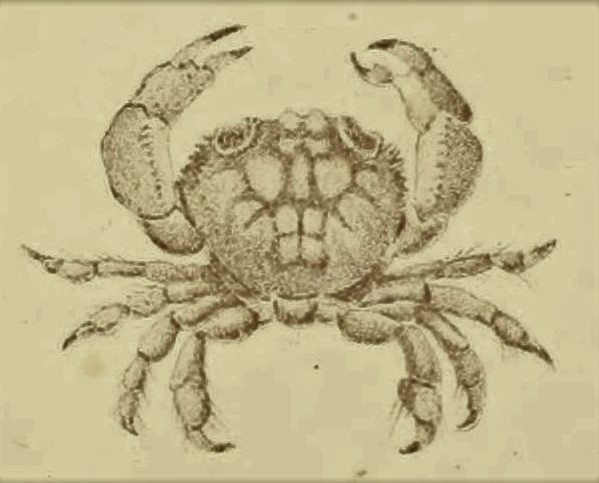
Actumnus targionii Cano, 1889, nuova specie di decapode istituita da G. Cano nel 1889 e dedicata allo zoologo Adolfo Targioni Tozzetti (immagine tratta da Cano, 1889b)

Lo studio di queste collezioni fu, per il giovane Cano, l'occasione per acquisire quell'estesa conoscenza di forme che gli sarebbe stata fondamentale per i successivi lavori anatomo-morfologici, e gli offrì inoltre l'opportunità di descrivere nuovi generi e nuove specie, acquisendone il merito e di gettare «anche un po' di luce sulla distribuzione geografica di questo ramo d'animali articolati».
La spedizione della Caracciolo tra il 1881 ed il 1884 aveva raccolto quarantotto specie, principalmente di Decapodi, tra cui tre specie ritenute nuove di cui una anche genericamente.

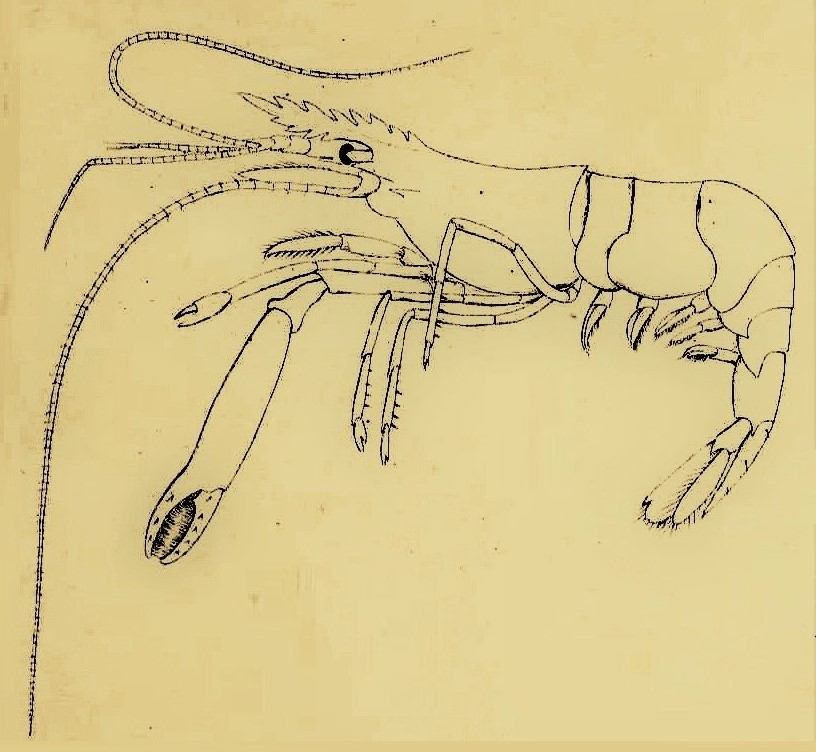
Brachycarpus neapolitanus Cano, 1890 accettato come Brachycarpus biunguiculatus (Lucas, 1846). Disegno di G. Cano inciso e litografato da A. Serino (immagine tratta da Cano 1890a)

Molto più numerose erano state invece le raccolte del Rapido e della Vettor Pisani tra cui un largo numero di specie era rappresentato da esemplari appartenenti ai Brachyura e agli Anomura. A questi due infraordini di Decapodi, la cui conoscenza era allora ancora poco diffusa in Italia, Cano dedicò due lunghe monografie con il catalogo delle specie determinate e la loro distribuzione geografica.

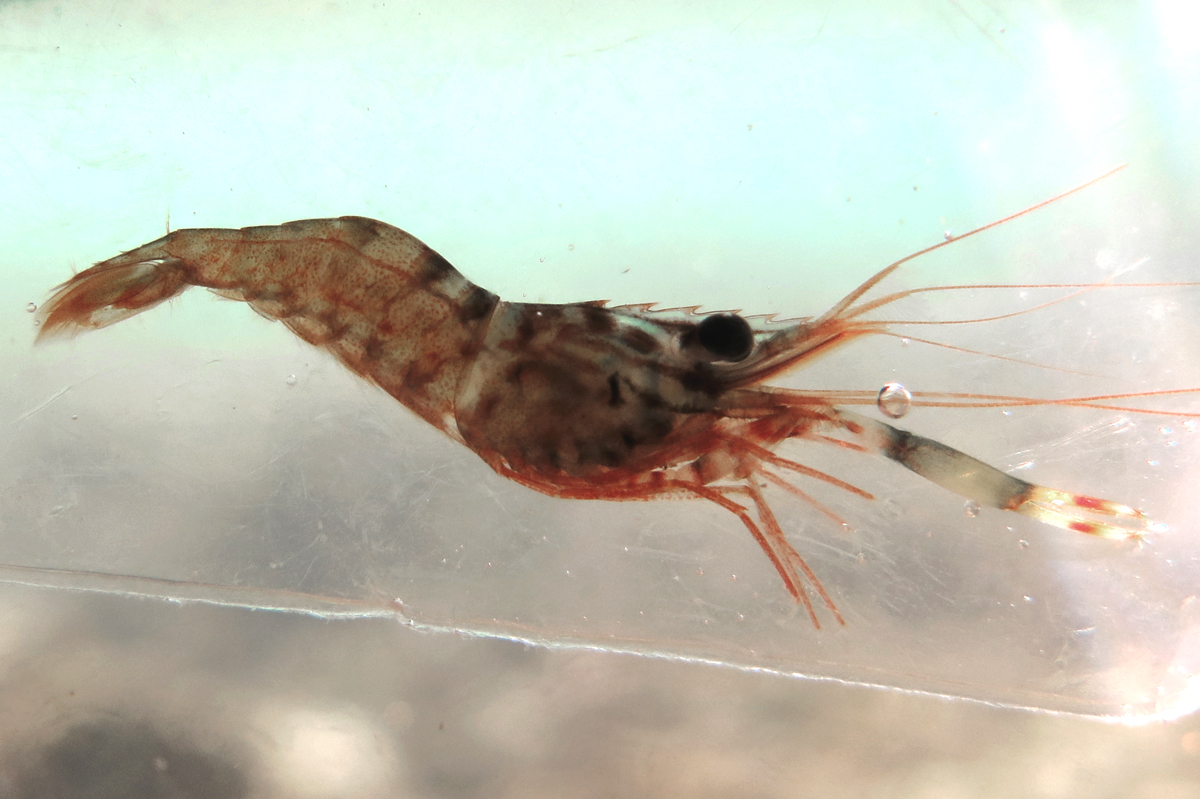
Esemplare di B. biunguiculatus

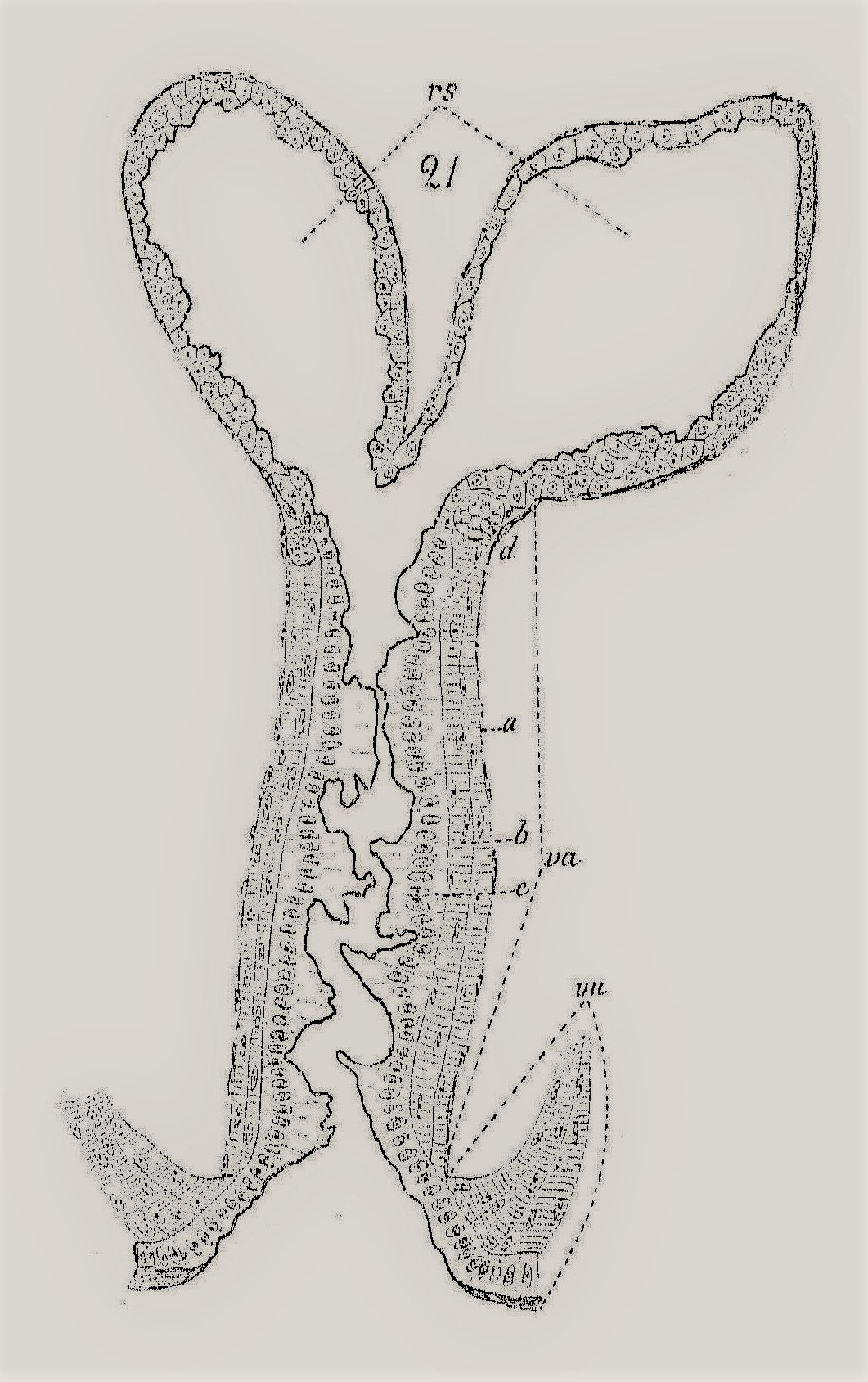
Sezione longitudinale della vagina e dei receptaculum seminis del Portunus corrugatus (Pennant, 1777) accettato come Liocarcinus corrugatus (Pennant, 1777).
a = connettivo esterno, b = muscoli longitudinali, e = epitelio chitinogeno, d = muscoli anulari, rs = receptaculum seminis, va = vagina, vu = vulva) (Cano, 1890b)

Adoperando, per la descrizione delle parti del dermascheletro, la nomenclatura di Anselme Gaëtan Desmarest modificata da Henri Milne-Edwards e, per l'ordinamento generale delle specie, il sistema di classificazione di James Dwight Dana, basato soprattutto sulla forma e la disposizione del postaddome, Cano determinò tutti gli esemplari delle tre collezioni, trattando in dettaglio solo delle specie poco conosciute oltre, naturalmente, di quelle nuove da lui fondate.
E sulle specie poco conosciute di Decapodi del golfo di Napoli, Cano ritornò nel 1890 con una nota in cui descrisse diverse forme tra cui il Brachycarpus neapolitanus che ritenne specie nuova ma che, in realtà, era già stata descritta da Pierre-Hippolyte Lucas nel 1846, sotto il nome di Brachycarpus biunguiculatus.
Intanto durante il soggiorno di studio alla Stazione zoologica di Napoli, Cano aveva svolto ricerche sull'anatomo-morfologia, l'istologia e la fisiologia dell'apparato genitale femminile dei Decapodi e sulle modalità della riproduzione. Pubblicò i risultati delle sue ricerche in una lunga monografia in cui, dopo un'introduzione storica, riportò l'esame comparativo, in chiave evoluzionistica, della morfologia dell'apparato sessuale femminile nell'intera serie dei Decapodi del golfo di Napoli. in rapporto con quello dei Leptostraci ed estendendo inoltre le sue considerazioni agli altri Toracostraci. Cano partì dalla descrizione della struttura più primitiva, in forma di organo duplice a simmetria bilaterale, riscontrata nella Nebalia sp. tra i Leptostraci per passare poi propriamente ai Decapodi in cui, per effetto della fusione tra singole porzioni dei due tubi ovarici, l'organo riproduttore diventava impari. Trattò poi delle glandole del cemento (Kittdrüsen), gli organi otricolari che producevano la secrezione che formava un involucro esterno di protezione delle uova e le fissava ai peli dei pleopodi, e ne individuò le differenti sedi nei diversi gruppi di Decapodi. Concluse infine discutendo dei risultati delle sue osservazioni intorno all'accoppiamento, alla muta che lo precede, alla fecondazione e alla formazione e deposizione delle uova.

### Studi sulle forme larvali e postlarvali
Ma i lavori principali svolti da Cano, durante i periodi di perfezionamento alla Stazione zoologica, furono quelli sulle serie di sviluppo dei Decapodi del golfo di Napoli. Furono ricerche finalizzate a stabilire, per mezzo dello studio delle forme postembrionali, i rapporti di affinità evolutiva fra i diversi gruppi tassonomici di Crostacei. 

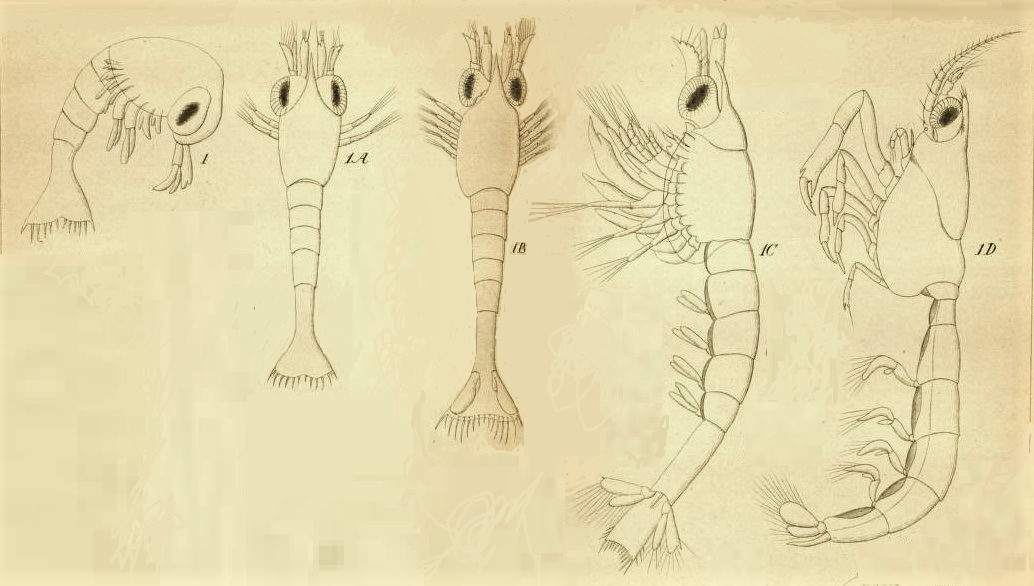
Serie di sviluppo della Gebia litoralis (Risso, 1816) poi accettata come Upogebia pusilla (Petagna, 1792). Da sinistra a destra: larva appena uscita dall’uovo, larva dopo la prima muta, forma di transizione tra la zoea e la mysis, stadio di mysis e stadio postlarvale (immagine tratta da Cano, 1891a)

Cano descrisse e figurò molte nuove forme, ne studiò l'anatomo-morfologia, discusse del valore sistematico di vari caratteri proponendo nuove classificazioni e individuò alcuni degli anelli di transizione nella serie dei Decapodi, fornendo ulteriori contributi di conoscenza alla filogenesi di questo ordine.

In un primo lavoro dell'ottobre del 1890, Cano si occupò degli stadi postembrionali delle quattro specie di Talassinidi del golfo di Napoli. Dal loro esame, e dall'analisi morfologica dell'organizzazione generale degli adulti, Cano riconobbe che il loro sviluppo avveniva secondo «una triplice serie evolutiva di forme strettamente affini e derivate da un unico tipo fondamentale» l'Axius stirynchus. Ricostruì inoltre in uno schema i rapporti di parentela evolutiva tra i Talassinidi viventi.

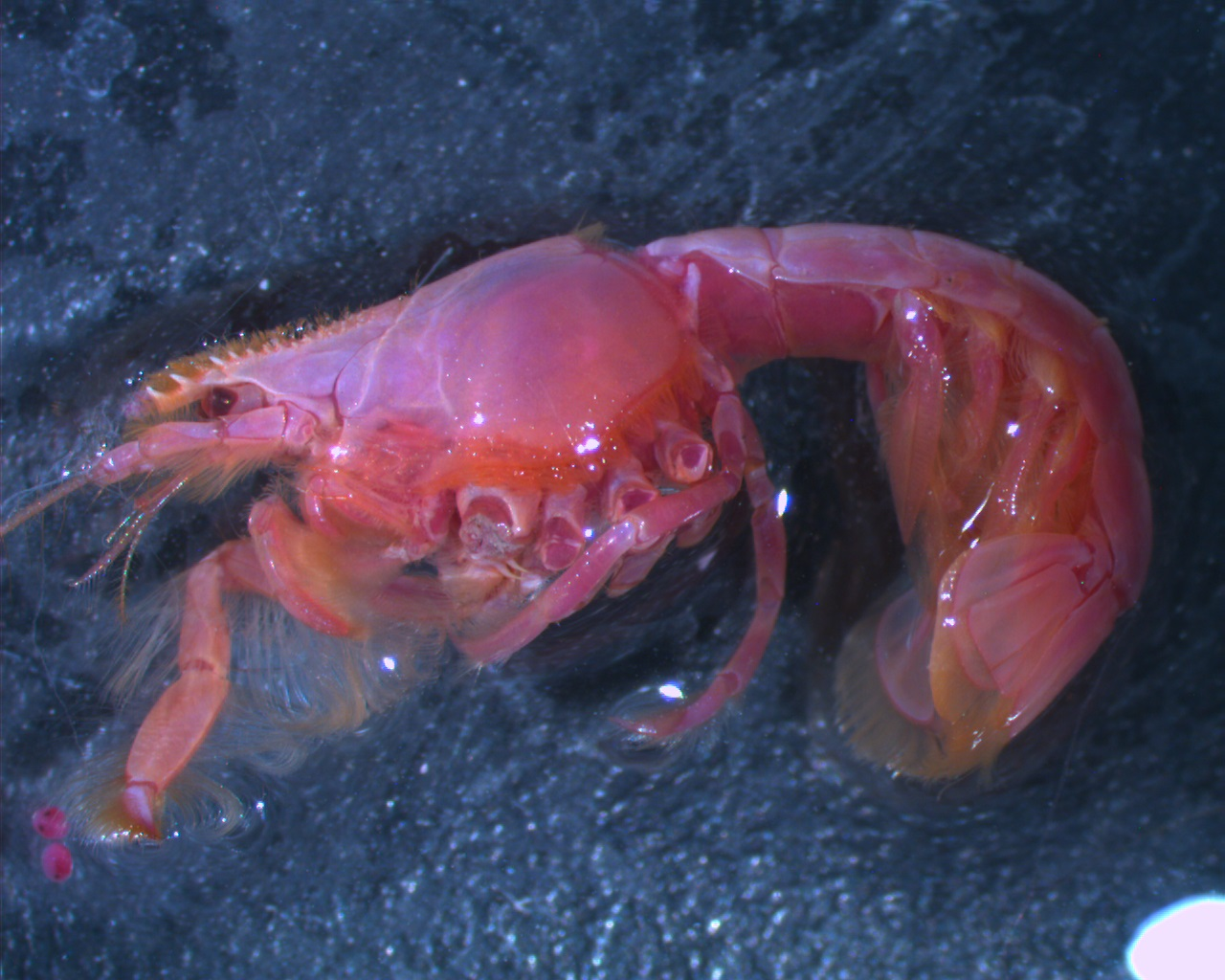
Esemplare di U. pusilla

Successivamente in un lavoro dell'aprile del 1891 ridiscusse la posizione sistematica, nella serie dei Brachiuri, delle tre specie di Goneplacidi mediterranei, confermando l'ipotesi di Franz Martin Hilgendorf dell'appartenenza del Brachynotus sexdentatus alla superfamiglia Grapsoidea.
Intanto nel marzo dello stesso anno aveva presentato all'Accademia detta dei XL un lavoro sugli stadi postembrionali di altre quattro famiglie di Decapodi, tra cui quella dei Dorippidei, per i quali riconobbe e descrisse un ciclo evolutivo strettamente in rapporto con quello dei Brachiuri.
Pochi mesi dopo pubblicò i risultati di uno studio morfologico, sempre di forme postlarvali, che lo portarono a considerare lo Stenopus spinosus un anello di transizione tra i Peneidi, propriamente detti (quali i generi Penaeus e Sicyonia), e gli Eukyphotes.
Proseguendo negli studi anatomo-morfologici delle fasi postembrionali dei Decapodi, Cano si occupò dei Cancridi, di cui diversi generi erano parte della fauna del golfo di Napoli. In base ai risultati morfologici ottenuti propose un nuovo ordinamento della famiglia. Considerò gli Xantidi forme più elevate in rapporto all'Eriphia e al Pilumnus e suggerì di istituire per i generi Cancer e Pirimela la sottofamiglia Cancrinae, e per i rimanenti Cancridi, le due sottofamiglie Eriphinae e Xanthinae, distinte in base alla forma generale del corpo e alla presenza o meno di due creste all'endostoma.

### Lavori di embriogenesi dei Decapodi e di embriologia generale

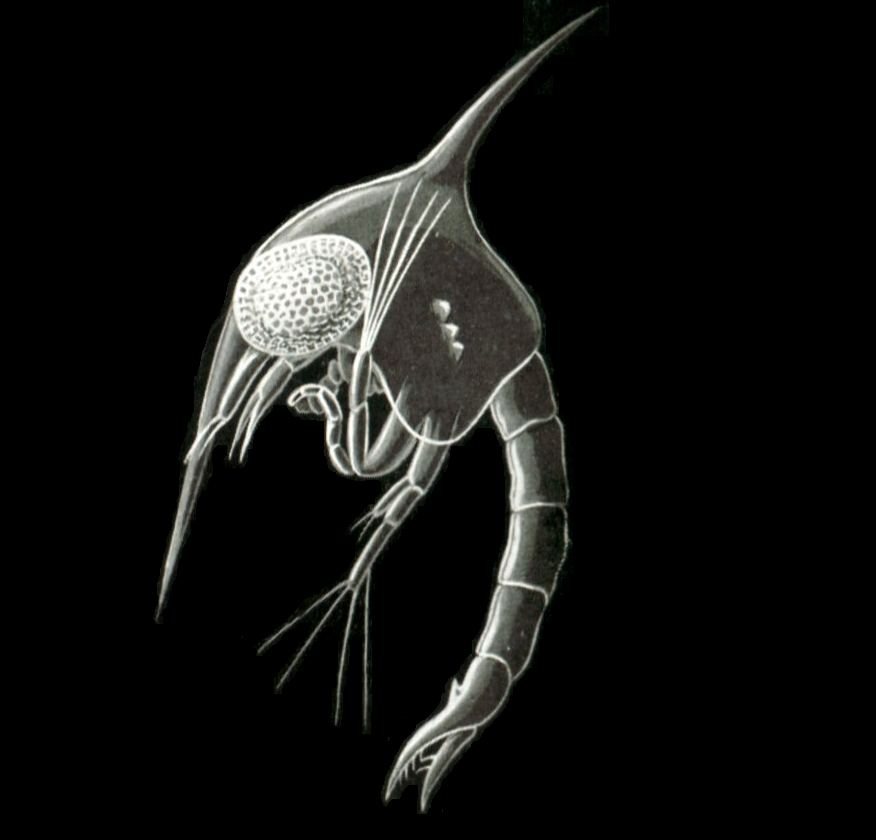
Prima fase larvale del Carcinus maenas (Linnaeus, 1758). L'animale, deposta la cuticola embrionale, entra nella condizione nuotante della zoea

Pochi mesi dopo il lavoro sui Carcinidi, Cano presentò una nuova memoria all'Accademia detta dei XL su un'altra famiglia di Decapodi, i Portunidi di cui trattò in particolare dei generi Carcinus, Portunus e Lupa.

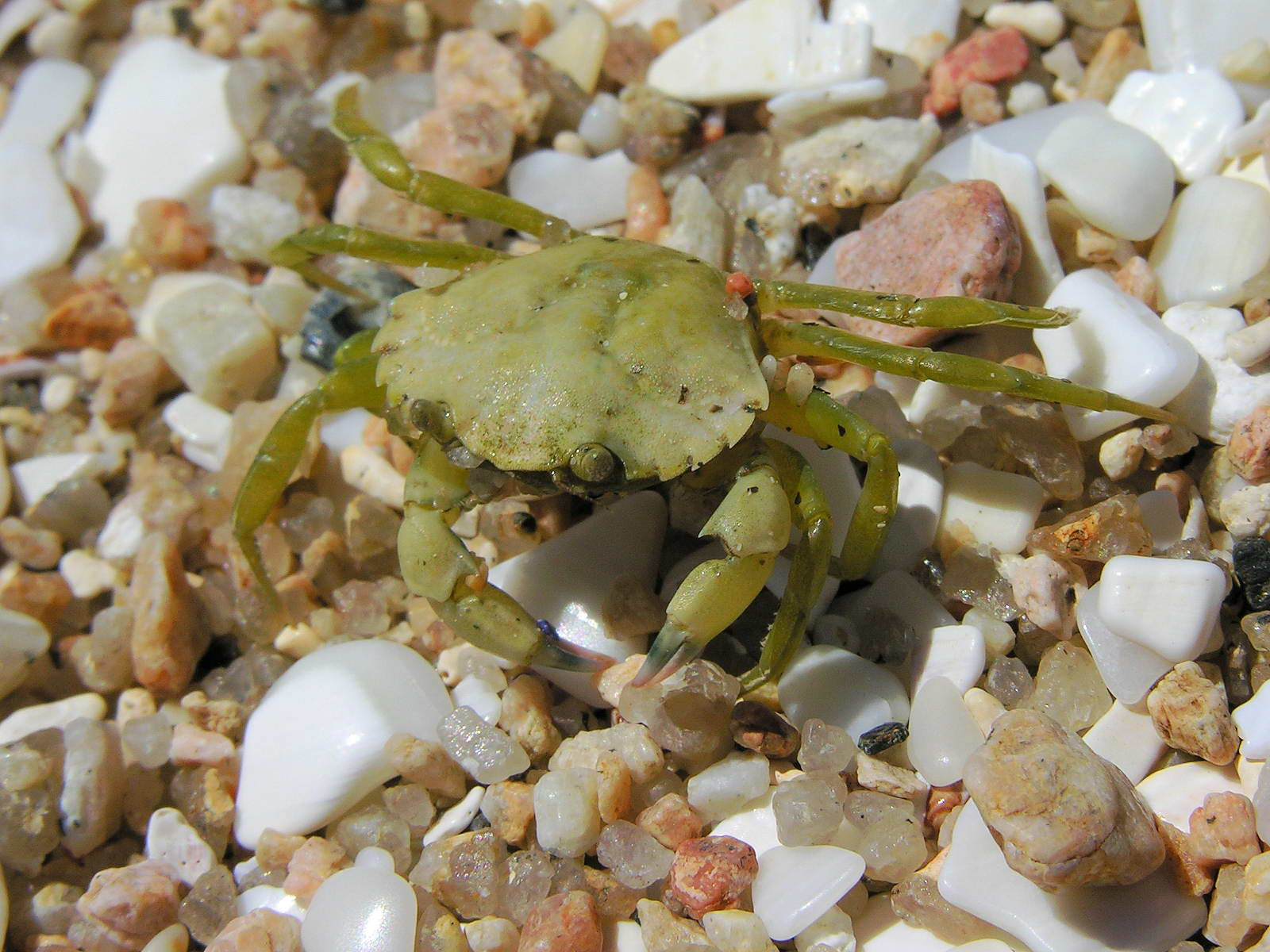
Esemplare giovane di C. maenas dalla tipica colorazione verde

Oltre che di sviluppo larvale e postlarvale, Cano riportò questa volta anche i risultati delle sue osservazioni dirette sull'anatomo-fisiologia della riproduzione, sui fenomeni complessi dell'accoppiamento e della fecondazione, sulle uova e la loro deposizione e, soprattutto, sulle fasi dell'embriogenesi. Inoltre, sulla base della somiglianza degli stadi postembrionali, della forma generale del corpo, dell'organizzazione, delle abitudini e del comportamento degli adulti, propose di accostare i Portunidi ai Corystoidei per i quali individuò due serie, una più antica, e l'altra interpretata come anello di transizione con i Portunidi. Corresse «i moltissimi errori di osservazione e le molte inesattezze» degli autori precedenti e concluse la memoria rappresentando in due distinti schemi i rapporti di affinità di tutte le specie appartenenti alle due famiglie, a partire dalle rispettive forme fondamentali.
Lo sviluppo e la morfologia degli Oxyrhynchi furono oggetto di una successiva lunga monografia. Come per i Portunidi, dopo l'introduzione con l'esame storico-critico della letteratura preesistente, Cano trattò dell'accoppiamento e della fecondazione, per poi occuparsi dell'embriogenesi, dalla segmentazione all'ultima fase di vita embrionale quando l'embrione, consumato il residuo di massa vitellina all'interno del sacco epatico, rompe gli involucri dell'uovo e comincia a muoversi nell'acqua entrando nella condizione nuotante della zoea. Successivamente espose lo studio comparativo dello sviluppo postembrionale dei diversi generi di Oxyrhynchi dalle fasi di zoea alla megalopa, per terminare con l'organizzazione degli adulti e la loro anatomo-morfologia. L'ultima parte della memoria Cano la dedicò all'organogenesi e alla sistematica. Ripartendo dallo stadio di gastrula descrisse lo sviluppo, per differenziamento cellulare, dei foglietti embrionalie e come, da questi, avevano origine i vari organi e apparati. Infine dimostrò che gli Oxyrhinchi erano in rapporti stretti di affinità con il genere Latreillia, e propose una divisione in sottofamiglie delle tre famiglie Inachidae, Parthenopidae e Majidae, assegnando anche i limiti alle sottodivisioni.
Gli ultimi due lavori editi di Cano ebbero per oggetto le serie di sviluppo dei Dromidei e delle Dorippe. Nella prima memoria, Cano ricostruì la storia dello sviluppo embrionale della Dromia e quella degli stadi larvali e postlarvali dei Dromidei del golfo di Napoli (Dromia, Homola e Latreillia) integrato con puntuali comparazioni con gli stadi analoghi di altre specie. Con i risultati così ottenuti, propose inoltre un migliore ordinamento sistematico dei Crostacei decapodi, considerò gli Anomuri l'anello di transizione tra i Talassinidi e i Brachiuri, stabilì i limiti del gruppo che era allora ancora indeterminato, e ne rappresentò in uno schema i rapporti morfologici con i Brachiuri.

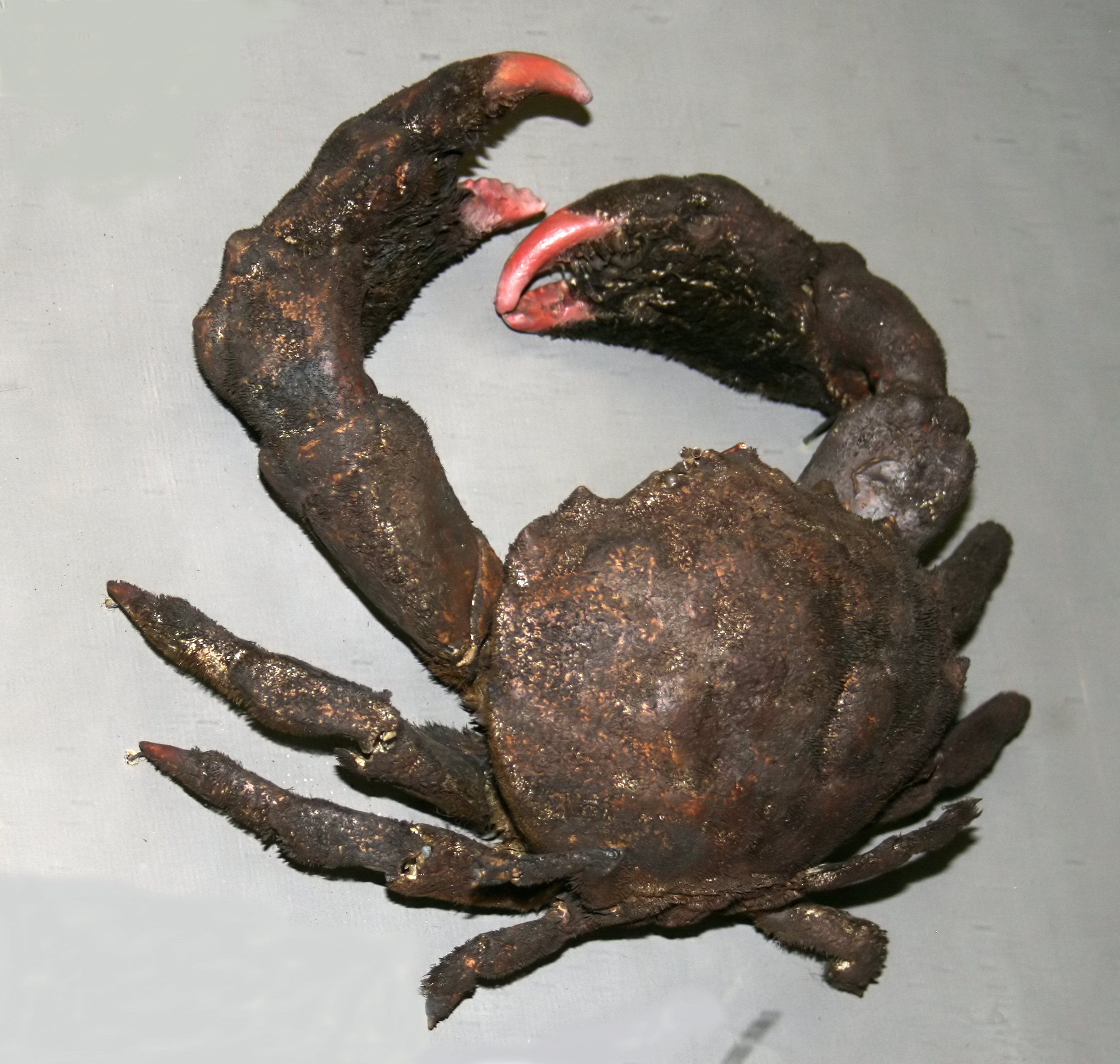
Dromia vulgaris H. Milne Edwards, 1837 accettata come Dromia personata Linnaeus, 1758

Come nei lavori precedenti Cano estese lo studio alle modalità della riproduzione, dall'accoppiamento alla fecondazione e alla deposizione delle uova, per poi trattare dell'embriogenesi, dell'origine e della disposizione dei foglietti embrionali e dello svolgersi da essi dei diversi organi e apparati anatomici durante l'organogenesi.
Nel lavoro sulla Dorippe Cano riprese quanto già esposto in un precedenza sullo sviluppo postembrionale dei Dorippidei. Utilizzando come materiale di studio il frutto di quattro anni di ricerche quotidiane nell'auftrieb della Stazione zoologica e quello pelagico raccolto attorno al globo nel viaggio di circumnavigazione della Vettor Pisani, Cano esaminò e descrisse più nel dettaglio i diversi stadi di sviluppo embrionale e postembrionale della Dorippe e ne discusse i rapporti morfologici con gli altri gruppi di Decapodi.
In quegli stessi anni, Cano aveva condotto ricerche sulla serie di sviluppo del Phyllosoma, utilizzando il ricco materiale di studio messogli a disposizione da Anton Dohrn, tra cui quello proveniente dalle collezioni del Museo di Berlino. Aveva, tra l'altro, individuato alcune nuove forme di passaggio fra il Phyllosoma e lo Scillarus, forme di «grande e speciale interesse per gli studii carcinologici, invano finora ricercate dagli studiosi» e il manoscritto con il lavoro era stato inviato al Ministero per la partecipazione ad un concorso di perfezionamento all'estero. Ma la memoria, per la morte prematura dell'autore, non sarebbe più stata pubblicata.

## Lavori accademici di carcinologia
- Crostacei raccolti dalla R. Corvetta Caracclolo nel viaggio intorno al globo durante gli anni 1881-82-83-84 per Cano.Gavino socio ordinario non residente, in Boll. Soc. Nat. in Napoli, II (I), anno II, fasc. II, Napoli, Stab. Tip. F.lli Ferrante, 1888,  pp. 161-184, fig. 1-2.
- Crostacei del R. Avviso Rapido nota del Sodo ordinario non residente Gavino Cano, in Boll. Soc. Nat. in Napoli, II (I), anno II, fasc. II, Napoli, Stab. Tip. F.lli Ferrante, 1888,  pp. 201-206.
- Crostacei Brachiuri ed Anomuri raccolti nel viaggio della «Vettor Pisani» intorno al globo. Studio preliminare del socio Cano Gavino, in Boll. Soc. Nat. in Napoli, III (I), anno III, fasc. I, Napoli, Stab. Tip. F.lli Ferrante, 1889,  pp. 79-106.
- Viaggio della R. Corvetta Vettor Pisani attorno al globo. Crostacei Brachiuri ed Anomuri. Studio del socio G. Cano, in Boll. Soc. Nat. in Napoli, III (I), anno III, fasc. II, Napoli, Stab. Tip. F.lli Ferrante, 1889,  pp. 169-268, tav. VII.
- Specie nuove o poco conosciute di Crostacei Decapodi del Golfo di Napoli. Nota di G. Cano, in Boll. Soc. Nat. in Napoli, IV (I), anno IV, fasc. I, Napoli, Stab. Tip. F.lli Ferrante, 1890,  pp. 33-39, tav. IV.
- Morfologia dell'apparecchio sessuale femminile, glandole del cemento e fecondazione nei Crostacei Decapodi. Pel Dott. G. Cano, in Mitth. Zool. Station zu Neapal, IX, n. 4, Leipzig, Wilhelm Engelmann, 1890,  pp. 503-532, tav. 17.
- Sviluppo postembrionale della Gebia, Axius, Callianassa e Calliaxis. Morfologia dei Talassinidi. Ricerche di G. Cano, in Boll. Soc. Nat. in Napoli, V (I), anno V, fasc. I, Napoli, Stab. Tip. F.lli Ferrante, 1891,  pp. 5-30, tav. I-IV.
- Sviluppo postembrionale dei Gonoplacidi, in Atti R. Acc. Sc. Torino, XXVI, Torino, Carlo Clausen, 1891,  pp. 639-648, tav. XI.
- Sviluppo postembrionale dello Stenopus spinosus Risso. Studio morfologico di G. Cano, in Boll. Soc. Nat. in Napoli, V (I), anno V, fasc. II, Napoli, Stab. Tip. F.lli Ferrante, 1891,  pp. 134-137, tav. VII.
- Sviluppo postembrionale dei Cancridi, in Boll. Soc. Entomol. It., XXIII, Firenze, Tip. Cenniniana, 1891,  pp. 146-158, tav. III-IV.
- Sviluppo postembrionale dei Dorippidei, Leucosiadì, Corystoidei e Grapsidi (PDF), in Rend. Acc. Naz. Sc. detta dei XL, VIII (III), n. 4, Roma, 1892,  pp. 1-14. tav. 1-3.
- Sviluppo dei Portunidi. Morfologia dei Portunidi e Corystoidei (PDF), in Rend. Acc. Naz. Sc. detta dei XL, VIII (III), n. 6, Roma, 1892,  pp. 1-19. tav. 1-3.
- Sviluppo e Morfologia degli Oxyrhinchi, in Mitth. Zool. Station zu Neapal, X, n. 4, Leipzig, Wilhelm Engelmann, 1892,  pp. 527-583, tav. 34-36.
- Sviluppo dei Dromidei, in Atti Acc. Sc. Fis. e Mat. Soc. R. Napoli, VI (II), n. 2, Napoli, Tip. Acc. Sc. Fis. e Mat., 1894,  pp. 1-23, tav. I-II.
- Dorippe. Studio morfologico, in Atti Acc. Sc. Fis. e Mat. Soc. R. Napoli, VI (II), n. 9, Napoli, Tip. Acc. Sc. Fis. e Mat., 1894,  pp. 1-9, tav. I-II.